# Atari Anthology
 (février 2014).
Si vous disposez d'ouvrages ou d'articles de référence ou si vous connaissez des sites web de qualité traitant du thème abordé ici, merci de compléter l'article en donnant les références utiles à sa vérifiabilité et en les liant à la section « Notes et références ».
Atari Anthology est une compilation de 85 jeux d'Atari sortie en 2003 pour Windows et en 2004 sur Xbox et PlayStation 2. Le jeu contient à la fois des jeux d'arcade d'Atari et des jeux sortis sur la console Atari 2600. Les jeux de la version Windows ne sont pas tout à fait les mêmes que ceux des versions Xbox et PlayStation 2.

## Jeux

### Jeux d'arcade
| - Asteroids - Asteroids Deluxe - Battlezone - Black Widow - Centipede - Crystal Castles | - Gravitar - Liberator - Lunar Lander - Major Havoc - Millipede - Missile Command | - Pong - Red Baron - Space Duel - Super Breakout - Tempest - Warlords |

### Atari 2600
| - 3-D Tic-Tac-Toe - A Game of Concentration - Adventure - Air-Sea Battle - Asteroids - BASIC Programming - Battlezone - Blackjack - Bowling - Breakout - Canyon Bomber - Casino - Centipede - Circus Atari - Codebreaker - Combat - Crystal Castles - Demons to Diamonds - Desert Falcon - Dodge 'Em - Double Dunk - Flag Capture | - Football - Fun With Numbers - Golf - Gravitar - Haunted House - Home Run - Human Cannonball - Math Grand Prix - Maze Craze - Millipede - Miniature Golf - Missile Command - Night Driver - Off the Wall - Outlaw - Quadrun - Radar Lock - RealSports Baseball - Realsports Football - RealSports Tennis - RealSports Volleyball - Sky Diver | - Slot Machine - Slot Racers - Space War - Sprintmaster - Star Raiders - Star Ship - Steeplechase - Stellar Track - Street Racer - Submarine Commander - Super Baseball - Super Breakout - Super Football - Surround - Swordquest: Earthworld - Swordquest: Fireworld - Swordquest: Waterworld - Video Checkers - Video Chess - Video Olympics - Video Pinball - Warlords - Yars' Revenge |